# Gentiana pedicellata
Gentiana pedicellata är en gentianaväxtart som först beskrevs av Nathaniel Wallich och David Don, och fick sitt nu gällande namn av August Heinrich Rudolf Grisebach. Gentiana pedicellata ingår i släktet gentianor, och familjen gentianaväxter. Inga underarter finns listade i Catalogue of Life.